# Gottlob Pflugfelder
Gottlob Pflugfelder (* 1915; † 2003) war ein Schweizer Mediziner, Klinikdirektor und Rassentheoretiker.

## Leben
Pflugfelder promovierte 1942 an der Universität Basel mit einer Arbeit über primär multiple Dünndarmsarkome. Er wirkte als Facharzt FMH für Neurologie, Psychiatrie und Psychotherapie in Chur. 1951 veröffentlichte er Psychologische Untersuchungen über Bewusstseinsveränderungen in der Insulinkur. Von 1951 bis 1977 war er Direktor der Klinik Waldhaus in Chur.
Pflugfelder übernahm von seinem Vorvorgänger an der Klinik Waldhaus, Johann Josef Jörger, seine Befassung mit den Jenischen. Darin verwendete er zwischen „1950 und 1975 die psychiatrischen Diagnosen ‚Vagantenblut‘ und ‚Vagantentemperament‘“. Somit brachte er es gemäß Thomas Huonker „zustande, nicht nur an das‚Liber vagatorum‘ aus Jahr 1509, sondern, noch weiter zurückgehend, an die antike Lehre des Claudius Galenus von den Temperamenten anzuknüpfen, sowie an die rassistischen Blutlehren des Faschismus“. In der Klinik Waldhaus wurden seit Johann Benedikt Jörger Direktorenzeit viele Jenische interniert. Die Klinik führte unter Pflugfelder die «psychiatrischen Familiengeschichten» Jörgers über Jenische anhand nachgeführter und auf andere Familien ausgeweiteter Stammbäume weiter. Sein Nachfolger an der Klinik Waldhaus, Benedikt Fontana, entwickelte den Forschungsansatz weiter. Dieser bestand u. a. darin, einzelne „Sippen“ zu untersuchen:

„…Für den Arzt und Erbforscher stellen die Sippen Markus, Muhr und Wolzer ein aussergewöhnliches Beobachtungsgut dar … Die Markus und Wolzer sind in ihrer körperlichen und geistigen Erscheinung so unverwechselbar und typisch, dass die Durchschlagskraft des Erbgutes kaum eindrücklicher demonstriert werden könnte. Dazu finden sich gehäuft erblich bedingte Minderwertigkeiten, Schwachsinn, Geisteskrankheiten, aber auch Mikrocephalie und Nystagmus. … In unserem einerseits freiheitlichen, anderseits sozial sehr differenzierten Staatswesen ist eigentlich kein Platz mehr für eine solche soziale Sondergruppe - unsere «Jennischen» leben gerade in dieser Grenzzone menschlicher Existenz, am Rande der Gemeinschaft, auch als Parasiten dieser Gesellschaft… Die nächsten Dezennien werden sicherlich das Vagantentum in der Schweiz und im Bündnerland nicht zum Verschwinden bringen.…“

So konstruierte er, wie schon seine Vorgänger, „im Zeichen der Rassenhygiene eine hereditäre Entartung der fahrenden Familien, was die Wegnahme ihrer Kinder und die Einweisung in Anstalten legitimierte.“

## Schriften
- Fleckfieber und Zentralnervensystem. In: Monatsschrift für Psychiatrie und Neurologie. Bd. 107 (1943), H. 5/6, S. 287–314, doi:10.1159/000148448.
- Zur Frage der primär multiplen Dünndarmsarkome. In: Schweizerische Zeitschrift für Pathologie und Bakteriologie. Bd. 6 (1943), S. 20–34, doi:10.1159/000159310 (Dissertation, Universität Basel, 1943).
- Die Bedeutung der Stuhlausstriche bei bazillärer Ruhr. In: Schweizerische Medizinische Wochenschrift. Bd. 74 (1944), H. 40, S. 1057 f.
- Kriegserfahrungen über die baziläre Ruhr. In: Allgemeine Schweizerische Militär-Zeitung. 1944, S. 151–156, doi:10.5169/seals-19012.
- Psychologische Analyse eines Falles von angeborener Lese- und Schreibschwäche. In: Monatsschrift für Psychiatrie und Neurologie. Bd. 115 (1947/48), S. 55–79, doi:10.1159/000148167.
- Probleme der Demenzforschung. In: Schweizer Archiv für Neurologie und Psychiatrie. Bd. 62 (1948), H. 1/2, S. 219–231.
- Intellektuelle Störungen nach schweren Schädeltraumen. In: Monatsschrift für Psychiatrie und Neurologie. Bd. 118, H. 5 (November 1949), S. 288–304, und H. 6 (Dezember 1949), S. 379–404, doi:10.1159/000148087 und doi:10.1159/000148094.
- Methoden der Untersuchung auf organische Demenz. In: Schweizer Archiv für Neurologie und Psychiatrie. Bd. 65 (1950), H. 1/2, S. 186–220.
- Psychologische Untersuchungen über Bewusstseinsveränderungen in der Insulinkur (= Bibliotheca psychiatrica et neurologica. H. 89). S. Karger, Basel, 1951.
- mit K. Huchtemann: Serpasilkuren in der Psychiatrie: Bericht über 100 Kuren. In: Schweizerische Medizinische Wochenschrift. Bd. 85, H. 26 (25. Juni 1955), S. 627–630.
- Das Vagantenwesen. (PDF; 365 kB) In: Terra Grischuna. 1961, Nr. 1, S. 29 f. Internet-Bearbeitung: Kaspar Joos, 2009.